# NHK Trophy
NHK Trophy – międzynarodowe zawody w łyżwiarstwie figurowym seniorów rozgrywane w Japonii od 1979 roku. Zawody są organizowane przez Japońską Federację Łyżwiarską. Od 1995 roku wchodzi w cykl zawodów Grand Prix organizowanych przez Międzynarodową Unię Łyżwiarską. W jego trakcie rozgrywane są zawody w jeździe indywidualnej kobiet i mężczyzn oraz par sportowych i tanecznych.

## Medaliści

### Soliści
| Rok  | Miasto    | Złoto                                            | Srebro                                           | Brąz                                             | Źr.                                              |
| ---- | --------- | ------------------------------------------------ | ------------------------------------------------ | ------------------------------------------------ | ------------------------------------------------ |
| 1979 | Tokio     | Robin Cousins                                    | Fumio Igarashi                                   | David Santee                                     |                                                  |
| 1980 | Sapporo   | Fumio Igarashi                                   | Robert Wagenhoffer                               | Allen Schramm                                    |                                                  |
| 1981 | Kobe      | Fumio Igarashi                                   | Norbert Schramm                                  | Jean-Christophe Simond                           |                                                  |
| 1982 | Tokio     | Scott Hamilton                                   | Aleksnader Fadjew                                | Grzegorz Filipowski                              |                                                  |
| 1983 | Sapporo   | Rozgrywane jako mistrzostwa świata juniorów 1984 | Rozgrywane jako mistrzostwa świata juniorów 1984 | Rozgrywane jako mistrzostwa świata juniorów 1984 | Rozgrywane jako mistrzostwa świata juniorów 1984 |
| 1984 | Tokio     | Aleksnader Fadjew                                | Brian Orser                                      | Brian Boitano                                    |                                                  |
| 1985 | Kobe      | Brian Boitano                                    | Brian Orser                                      | Aleksnader Fadjew                                |                                                  |
| 1986 | Tokio     | Angelo D'Agostino                                | Makoto Kano                                      | Philippe Roncoli                                 |                                                  |
| 1987 | Kushiro   | Christopher Bowman                               | Paul Wylie                                       | Makoto Kano                                      |                                                  |
| 1988 | Tokio     | Aleksnader Fadjew                                | Petr Barna                                       | Kurt Browning                                    |                                                  |
| 1989 | Kobe      | Wiktor Petrenko                                  | Aleksnader Fadjew                                | Kurt Browning                                    |                                                  |
| 1990 | Asahikawa | Wiktor Petrenko                                  | Grzegorz Filipowski                              | Wiaczesław Zagrodniuk                            |                                                  |
| 1991 | Hiroszima | Grzegorz Filipowski                              | Wiaczesław Zagrodniuk                            | Aleksiej Urmanow                                 |                                                  |
| 1992 | Tokio     | Philippe Candeloro                               | Elvis Stojko                                     | Aleksiej Urmanow                                 |                                                  |
| 1993 | Chiba     | Philippe Candeloro                               | Wiaczesław Zagrodniuk                            | Aleksiej Urmanow                                 |                                                  |
| 1994 | Morioka   | Todd Eldredge                                    | Philippe Candeloro                               | Wiaczesław Zagrodniuk                            |                                                  |
| 1995 | Nagoja    | Elvis Stojko                                     | Igor Paszkiewicz                                 | Philippe Candeloro                               |                                                  |
| 1996 | Osaka     | Elvis Stojko                                     | Ilja Kulik                                       | Dmytro Dmytrenko                                 |                                                  |
| 1997 | Nagano    | Ilja Kulik                                       | Scott Davis                                      | Guo Zhengxin                                     |                                                  |
| 1998 | Sapporo   | Jewgienij Pluszczenko                            | Takeshi Honda                                    | Andrejs Vlascenko                                |                                                  |
| 1999 | Nagoja    | Jewgienij Pluszczenko                            | Timothy Goebel                                   | Ilja Klimkin                                     | [ 1 ]                                            |
| 2000 | Asahikawa | Jewgienij Pluszczenko                            | Ilja Klimkin                                     | Li Chengjiang                                    | [ 2 ]                                            |
| 2001 | Kumamoto  | Takeshi Honda                                    | Jeffrey Buttle                                   | Iwan Dinew                                       | [ 3 ]                                            |
| 2002 | Kioto     | Ilja Klimkin                                     | Takeshi Honda                                    | Li Chengjiang                                    | [ 4 ]                                            |
| 2003 | Asahikawa | Jeffrey Buttle                                   | Timothy Goebel                                   | Gao Song                                         | [ 5 ]                                            |
| 2004 | Nagoja    | Johnny Weir                                      | Timothy Goebel                                   | Frédéric Dambier                                 | [ 6 ]                                            |
| 2005 | Osaka     | Nobunari Oda                                     | Evan Lysacek                                     | Daisuke Takahashi                                | [ 7 ]                                            |
| 2006 | Nagano    | Daisuke Takahashi                                | Nobunari Oda                                     | Takahiko Kozuka                                  | [ 8 ]                                            |
| 2007 | Sendai    | Daisuke Takahashi                                | Tomáš Verner                                     | Stephen Carriere                                 | [ 9 ]                                            |
| 2008 | Tokio     | Nobunari Oda                                     | Johnny Weir                                      | Yannick Ponsero                                  | [ 10 ]                                           |
| 2009 | Nagano    | Brian Joubert                                    | Johnny Weir                                      | Michal Březina                                   | [ 11 ]                                           |
| 2010 | Nagano    | Daisuke Takahashi                                | Jeremy Abbott                                    | Florent Amodio                                   | [ 12 ]                                           |
| 2011 | Sapporo   | Daisuke Takahashi                                | Takahiko Kozuka                                  | Ross Miner                                       | [ 13 ]                                           |
| 2012 | Miyagi    | Yuzuru Hanyū                                     | Daisuke Takahashi                                | Ross Miner                                       | [ 14 ]                                           |
| 2013 | Tokio     | Daisuke Takahashi                                | Nobunari Oda                                     | Jeremy Abbott                                    | [ 15 ]                                           |
| 2014 | Osaka     | Daisuke Murakami                                 | Siergiej Woronow                                 | Takahito Mura                                    | [ 16 ]                                           |
| 2015 | Nagano    | Yuzuru Hanyū                                     | Jin Boyang                                       | Takahito Mura                                    | [ 17 ]                                           |
| 2016 | Sapporo   | Yuzuru Hanyū                                     | Nathan Chen                                      | Keiji Tanaka                                     | [ 18 ]                                           |
| 2017 | Osaka     | Siergiej Woronow                                 | Adam Rippon                                      | Alexei Bychenko                                  | [ 19 ]                                           |
| 2018 | Hiroszima | Shōma Uno                                        | Siergiej Woronow                                 | Matteo Rizzo                                     | [ 20 ]                                           |
| 2019 | Sapporo   | Yuzuru Hanyū                                     | Kévin Aymoz                                      | Roman Sadovsky                                   | [ 21 ]                                           |
| 2020 | Kadoma    | Yuma Kagiyama                                    | Kazuki Tomono                                    | Lucas Tsuyoshi Honda                             | [ 22 ]                                           |
| 2021 | Tokio     | Shōma Uno                                        | Vincent Zhou                                     | Cha Jun-hwan                                     | [ 23 ]                                           |
| 2022 | Sapporo   | Shōma Uno                                        | Sōta Yamamoto                                    | Cha Jun-hwan                                     | [ 24 ]                                           |
| 2023 | Osaka     | Yuma Kagiyama                                    | Shōma Uno                                        | Lukas Britschgi                                  | [ 25 ]                                           |

### Solistki
| Rok  | Miasto    | Złoto                                            | Srebro                                           | Brąz                                             | Źr.                                              |
| ---- | --------- | ------------------------------------------------ | ------------------------------------------------ | ------------------------------------------------ | ------------------------------------------------ |
| 1979 | Tokio     | Emi Watanabe                                     | Lisa-Marie Allen                                 | Sandy Lenz                                       |                                                  |
| 1980 | Sapporo   | Denise Biellmann                                 | Katarina Witt                                    | Melissa Thomas                                   |                                                  |
| 1981 | Kobe      | Kristiina Wegelius                               | Vikki de Vries                                   | Charlene Wong                                    |                                                  |
| 1982 | Tokio     | Katarina Witt                                    | Rosalynn Sumners                                 | Tiffany Chin                                     |                                                  |
| 1984 | Sapporo   | Rozgrywane jako mistrzostwa świata juniorów 1984 | Rozgrywane jako mistrzostwa świata juniorów 1984 | Rozgrywane jako mistrzostwa świata juniorów 1984 | Rozgrywane jako mistrzostwa świata juniorów 1984 |
| 1984 | Tokio     | Midori Itō                                       | Debi Thomas                                      | Juri Ozawa                                       |                                                  |
| 1985 | Kobe      | Midori Itō                                       | Cynthia Coull                                    | Juri Ozawa                                       |                                                  |
| 1986 | Tokio     | Katarina Witt                                    | Midori Itō                                       | Juri Ozawa                                       |                                                  |
| 1987 | Kushiro   | Katarina Witt                                    | Midori Itō                                       | Tonya Harding                                    |                                                  |
| 1988 | Tokio     | Midori Itō                                       | Kristi Yamaguchi                                 | Marina Kielmann                                  |                                                  |
| 1989 | Kobe      | Midori Itō                                       | Kristi Yamaguchi                                 | Tonia Kwiatkowski                                |                                                  |
| 1990 | Asahikawa | Midori Itō                                       | Tonya Harding                                    | Larissa Zamotina                                 |                                                  |
| 1991 | Hiroszima | Midori Itō                                       | Surya Bonaly                                     | Chen Lu                                          |                                                  |
| 1992 | Tokio     | Surya Bonaly                                     | Kumiko Koiwai                                    | Yuka Satō                                        |                                                  |
| 1993 | Chiba     | Surya Bonaly                                     | Yuka Satō                                        | Chen Lu                                          |                                                  |
| 1994 | Morioka   | Chen Lu                                          | Surya Bonaly                                     | Junko Yaginuma                                   |                                                  |
| 1995 | Nagoja    | Chen Lu                                          | Hanae Yokoya                                     | Olga Markowa                                     |                                                  |
| 1996 | Osaka     | Marija Butyrska                                  | Tonia Kwiatkowski                                | Julija Worobjowa                                 |                                                  |
| 1997 | Nagano    | Tanja Szewczenko                                 | Marija Butyrska                                  | Chen Lu                                          |                                                  |
| 1998 | Sapporo   | Tatiana Malinina                                 | Irina Słucka                                     | Fumie Suguri                                     |                                                  |
| 1999 | Nagoja    | Marija Butyrska                                  | Wiktorija Wołczkowa                              | Tatiana Malinina                                 | [ 1 ]                                            |
| 2000 | Asahikawa | Irina Słucka                                     | Marija Butyrska                                  | Tatiana Malinina                                 | [ 2 ]                                            |
| 2001 | Kumamoto  | Tatiana Malinina                                 | Yoshie Onda                                      | Ołena Laszenko                                   | [ 3 ]                                            |
| 2002 | Kioto     | Yoshie Onda                                      | Irina Słucka                                     | Shizuka Arakawa                                  | [ 4 ]                                            |
| 2003 | Asahikawa | Fumie Suguri                                     | Ołena Laszenko                                   | Yoshie Onda                                      | [ 5 ]                                            |
| 2004 | Nagoja    | Shizuka Arakawa                                  | Miki Andō                                        | Jelena Sokołowa                                  | [ 6 ]                                            |
| 2005 | Osaka     | Yukari Nakano                                    | Fumie Suguri                                     | Ołena Laszenko                                   | [ 7 ]                                            |
| 2006 | Nagano    | Mao Asada                                        | Fumie Suguri                                     | Yukari Nakano                                    | [ 8 ]                                            |
| 2007 | Sendai    | Carolina Kostner                                 | Sarah Meier                                      | Nana Takeda                                      | [ 9 ]                                            |
| 2008 | Tokio     | Mao Asada                                        | Akiko Suzuki                                     | Yukari Nakano                                    | [ 10 ]                                           |
| 2009 | Nagoja    | Miki Andō                                        | Alona Leonowa                                    | Ashley Wagner                                    | [ 11 ]                                           |
| 2010 | Nagoja    | Carolina Kostner                                 | Rachael Flatt                                    | Kanako Murakami                                  | [ 12 ]                                           |
| 2011 | Sapporo   | Akiko Suzuki                                     | Mao Asada                                        | Alona Leonowa                                    | [ 13 ]                                           |
| 2012 | Miyagi    | Mao Asada                                        | Akiko Suzuki                                     | Mirai Nagasu                                     | [ 14 ]                                           |
| 2013 | Tokio     | Mao Asada                                        | Jelena Radionowa                                 | Akiko Suzuki                                     | [ 15 ]                                           |
| 2014 | Osaka     | Gracie Gold                                      | Alona Leonowa                                    | Satoko Miyahara                                  | [ 16 ]                                           |
| 2015 | Nagano    | Satoko Miyahara                                  | Courtney Hicks                                   | Mao Asada                                        | [ 17 ]                                           |
| 2016 | Sapporo   | Anna Pogoriła                                    | Satoko Miyahara                                  | Marija Sotskowa                                  | [ 18 ]                                           |
| 2017 | Osaka     | Jewgienija Miedwiediewa                          | Carolina Kostner                                 | Polina Curska                                    | [ 19 ]                                           |
| 2018 | Hiroszima | Rika Kihira                                      | Satoko Miyahara                                  | Jelizawieta Tuktamyszewa                         | [ 26 ]                                           |
| 2019 | Sapporo   | Alona Kostornoj                                  | Rika Kihira                                      | Alina Zagitowa                                   | [ 27 ]                                           |
| 2020 | Kadoma    | Kaori Sakamoto                                   | Wakaba Higuchi                                   | Rino Matsuike                                    | [ 28 ]                                           |
| 2021 | Tokio     | Kaori Sakamoto                                   | Mana Kawabe                                      | You Young                                        | [ 29 ]                                           |
| 2022 | Sapporo   | Kim Ye-lim                                       | Kaori Sakamoto                                   | Rion Sumiyoshi                                   | [ 30 ]                                           |
| 2023 | Osaka     | Ava Marie Ziegler                                | Lindsay Thorngren                                | Nina Pinzarrone                                  | [ 31 ]                                           |

### Pary sportowe
| Rok  | Miasto    | Złoto                                            | Srebro                                           | Brąz                                             | Źr.                                              |
| ---- | --------- | ------------------------------------------------ | ------------------------------------------------ | ------------------------------------------------ | ------------------------------------------------ |
| 1979 | Tokio     | Irina Worobjowa / Igor Lisowski                  | Vicki Heasley / Robert Waggenhoffer              | Sheryl Franks / Michael Botticelli               |                                                  |
| 1980 | Sapporo   | Barbara Underhill / Paul Martini                 | Maria DiDomenico / Burt Lancon                   | Toshimi Ito / Takashi Mura                       |                                                  |
| 1981 | Kobe      | Kitty Carruthers / Peter Carruthers              | Birgit Lorenz / Knut Schubert                    | Maria DiDomenico / Burt Lancon                   |                                                  |
| 1982 | Tokio     | Barbara Underhill / Paul Martini                 | Irina Worobjowa / Igor Lisowski                  | Marina Awstrijska / Jurij Kwacznin               |                                                  |
| 1984 | Sapporo   | Rozgrywane jako mistrzostwa świata juniorów 1984 | Rozgrywane jako mistrzostwa świata juniorów 1984 | Rozgrywane jako mistrzostwa świata juniorów 1984 | Rozgrywane jako mistrzostwa świata juniorów 1984 |
| 1984 | Tokio     | Weronika Perczina / Marat Akbarow                | Birgit Lorenz / Knut Schubert                    | Cynthia Coull / Mark Rowsom                      |                                                  |
| 1985 | Kobe      | Gillian Wachsman / Todd Waggoner                 | Weronika Perczina / Marat Akbarow                | Denise Benning / Lyndon Johnston                 |                                                  |
| 1986 | Tokio     | Jelena Wałowa / Oleg Wasiljew                    | Jill Watson / Peter Oppegard                     | Natalie Seybold / Wayne Seybold                  |                                                  |
| 1987 | Kushiro   | Jelena Leonowa / Gennady Kraśnicki               | Gillian Wachsman / Todd Waggoner                 | Katy Keeley / Joseph Mero                        |                                                  |
| 1988 | Tokio     | Łarisa Sielezniowa / Oleg Makarow                | Jelena Bieczkie / Dienis Pietrow                 | Kristi Yamaguchi / Rudy Galindo                  |                                                  |
| 1989 | Kobe      | Jekatierina Gordiejewa / Siergiej Grińkow        | Łarisa Sielezniowa / Oleg Makarow                | Christine Hough / Doug Ladret                    |                                                  |
| 1990 | Asahikawa | Jelena Bieczkie / Dienis Pietrow                 | Isabelle Brasseur / Lloyd Eisler                 | Natalja Miszkutionok / Artur Dmitrijew           |                                                  |
| 1991 | Hiroszima | Jewgienija Szyszkowa / Wadim Naumow              | Radka Kovaříková / René Novotný                  | Marina Jelcowa / Andriej Buszkow                 |                                                  |
| 1992 | Tokio     | Jewgienija Szyszkowa / Wadim Naumow              | Marina Jelcowa / Andriej Buszkow                 | Calla Urbanski / Rocky Marval                    |                                                  |
| 1993 | Chiba     | Isabelle Brasseur / Lloyd Eisler                 | Radka Kovaříková / René Novotný                  | Yukiko Kawasaki / Aleksiej Tichonow              |                                                  |
| 1994 | Morioka   | Marina Jelcowa / Andriej Buszkow                 | Radka Kovaříková / René Novotný                  | Mandy Wötzel / Ingo Steuer                       |                                                  |
| 1995 | Nagano    | Jewgienija Szyszkowa / Wadim Naumow              | Mandy Wötzel / Ingo Steuer                       | Natalia Krestianinowa / Aleksiej Torczinski      |                                                  |
| 1996 | Osaka     | Jenni Meno / Todd Sand                           | Jewgienija Szyszkowa / Wadim Naumow              | Kyoko Ina / Jason Dungjen                        |                                                  |
| 1997 | Nagano    | Shen Xue / Zhao Hongbo                           | Jenni Meno / Todd Sand                           | Peggy Schwarz / Mirko Müller                     |                                                  |
| 1998 | Sapporo   | Jelena Bierieżna / Anton Sicharulidze            | Shen Xue / Zhao Hongbo                           | Jamie Salé / David Pelletier                     |                                                  |
| 1999 | Nagoja    | Marija Pietrowa / Aleksiej Tichonow              | Sarah Abitbol / Stéphane Bernadis                | Dorota Zagórska / Mariusz Siudek                 | [ 1 ]                                            |
| 2000 | Asahikawa | Shen Xue / Zhao Hongbo                           | Sarah Abitbol / Stéphane Bernadis                | Marija Pietrowa / Aleksiej Tichonow              | [ 2 ]                                            |
| 2001 | Kumamoto  | Shen Xue / Zhao Hongbo                           | Marija Pietrowa / Aleksiej Tichonow              | Dorota Zagórska / Mariusz Siudek                 | [ 3 ]                                            |
| 2002 | Kioto     | Shen Xue / Zhao Hongbo                           | Dorota Zagórska / Mariusz Siudek                 | Anabelle Langlois / Patrice Archetto             | [ 4 ]                                            |
| 2003 | Asahikawa | Marija Pietrowa / Aleksiej Tichonow              | Anabelle Langlois / Patrice Archetto             | Dorota Zagórska / Mariusz Siudek                 | [ 5 ]                                            |
| 2004 | Nagoja    | Marija Pietrowa / Aleksiej Tichonow              | Pang Qing / Tong Jian                            | Dorota Zagórska / Mariusz Siudek                 | [ 6 ]                                            |
| 2005 | Osaka     | Zhang Dan / Zhang Hao                            | Alona Sawczenko / Robin Szolkowy                 | Utako Wakamatsu / Jean-Sébastien Fecteau         | [ 7 ]                                            |
| 2006 | Nagano    | Shen Xue / Zhao Hongbo                           | Zhang Dan / Zhang Hao                            | Valérie Marcoux / Craig Buntin                   | [ 8 ]                                            |
| 2007 | Sendai    | Alona Sawczenko / Robin Szolkowy                 | Keauna McLaughlin / Rockne Brubaker              | Jessica Dubé / Bryce Davison                     | [ 9 ]                                            |
| 2008 | Tokio     | Pang Qing / Tong Jian                            | Rena Inoue / John Baldwin                        | Jessica Dubé / Bryce Davison                     | [ 10 ]                                           |
| 2009 | Nagoja    | Pang Qing / Tong Jian                            | Yūko Kawaguchi / Aleksandr Smirnow               | Rena Inoue / John Baldwin                        | [ 11 ]                                           |
| 2010 | Nagoja    | Pang Qing / Tong Jian                            | Wiera Bazarowa / Jurij Łarionow                  | Narumi Takahashi / Mervin Tran                   | [ 12 ]                                           |
| 2011 | Sapporo   | Yūko Kawaguchi / Aleksandr Smirnow               | Narumi Takahashi / Mervin Tran                   | Alona Sawczenko / Robin Szolkowy                 | [ 13 ]                                           |
| 2012 | Miyagi    | Wiera Bazarowa / Jurij Łarionow                  | Kirsten Moore-Towers / Dylan Moscovitch          | Marissa Castelli / Simon Shnapir                 | [ 14 ]                                           |
| 2013 | Tokio     | Tetiana Wołosożar / Maksim Trańkow               | Peng Cheng / Hao Zhang                           | Sui Wenjing / Han Cong                           | [ 15 ]                                           |
| 2014 | Osaka     | Meagan Duhamel / Eric Radford                    | Yūko Kawaguchi / Aleksandr Smirnow               | Yu Xiaoyu / Jin Yang                             | [ 16 ]                                           |
| 2015 | Nagano    | Meagan Duhamel / Eric Radford                    | Yu Xiaoyu / Jin Yang                             | Alexa Scimeca / Chris Knierim                    | [ 17 ]                                           |
| 2016 | Sapporo   | Meagan Duhamel / Eric Radford                    | Peng Cheng / Jin Yang                            | Wang Xuehan / Wang Lei                           | [ 18 ]                                           |
| 2017 | Osaka     | Sui Wenjing / Han Cong                           | Ksienija Stołbowa / Fiodor Klimow                | Kristina Astachowa / Aleksiej Rogonow            | [ 19 ]                                           |
| 2018 | Hiroszima | Natalja Zabijako / Aleksandr Enbiert             | Peng Cheng / Jin Yang                            | Alexa Scimeca Knierim / Chris Knierim            | [ 32 ]                                           |
| 2019 | Sapporo   | Sui Wenjing / Han Cong                           | Kirsten Moore-Towers / Michael Marinaro          | Anastasija Miszyna / Aleksandr Gallamow          | [ 33 ]                                           |
| 2020 | Kadoma    | Konkurencja nie została rozegrana                | Konkurencja nie została rozegrana                | Konkurencja nie została rozegrana                | Konkurencja nie została rozegrana                |
| 2021 | Tokio     | Anastasija Miszyna / Aleksandr Gallamow          | Jewgienija Tarasowa / Władimir Morozow           | Riku Miura / Ryuichi Kihara                      | [ 34 ]                                           |
| 2022 | Sapporo   | Riku Miura / Ryuichi Kihara                      | Emily Chan / Spencer Akira Howe                  | Brooke McIntosh / Benjamin Mimar                 | [ 35 ]                                           |
| 2023 | Osaka     | Minerva Fabienne Hase / Nikita Wołodin           | Lucrezia Beccari / Matteo Guarise                | Rebecca Ghilardi / Filippo Ambrosini             | [ 36 ]                                           |

### Pary taneczne
| Rok  | Miasto    | Złoto                                        | Srebro                                  | Brąz                                    | Źr.                                     |
| ---- | --------- | -------------------------------------------- | --------------------------------------- | --------------------------------------- | --------------------------------------- |
| 1979 | Tokio     | Irina Moisiejewa / Andriej Minienkow         | Jayne Torvill / Christopher Dean        | Natalia Karamyszewa / Rostisław Sinicyn |                                         |
| 1980 | Sapporo   | Carol Fox / Richard Dalley                   | Karen Barber / Nicholas Slater          | Lillian Heming / Murray Carey           |                                         |
| 1981 | Kobe      | Karen Barber / Nicholas Slater               | Natalia Karamyszewa / Rostisław Sinicyn | Jana Berankova / Jan Bartak             |                                         |
| 1982 | Tokio     | Jelena Batanowa / Aleksiej Sołowjew          | Carol Fox / Richard Dalley              | Wendy Sessions / Stephen Williams       |                                         |
| 1983 | Sapporo   | Rozgrywane jako mistrzostwa świata 1984      | Rozgrywane jako mistrzostwa świata 1984 | Rozgrywane jako mistrzostwa świata 1984 | Rozgrywane jako mistrzostwa świata 1984 |
| 1984 | Tokio     | Karen Barber / Nicholas Slater               | Jelena Batanowa / Aleksiej Sołowjew     | Kelly Johnson / John Thomas             |                                         |
| 1985 | Kobe      | Marina Klimowa / Siergiej Ponomarienko       | Karyn Garossino / Rod Garossino         | Sharon Jones / Paul Askham              |                                         |
| 1986 | Tokio     | Natalja Biestiemjanowa / Andriej Bukin       | Suzanne Semanick / Scott Gregory        | Kathrin Beck / Christoff Beck           |                                         |
| 1987 | Kushiro   | Natalja Biestiemjanowa / Andriej Bukin       | Swietłana Liapina / Gorsza Sur          | Susan Wynne / Joseph Druar              |                                         |
| 1988 | Tokio     | Marina Klimowa / Siergiej Ponomarienko       | Majia Usowa / Aleksandr Żulin           | April Sargent / Russ Witherby           |                                         |
| 1989 | Kobe      | Marina Klimowa / Siergiej Ponomarienko       | Pasza Griszczuk / Jewgienij Płatow      | Jo-Anne Borlase / Martin Smith          |                                         |
| 1990 | Asahikawa | Majia Usowa / Aleksandr Żulin                | Klára Engi / Attila Tóth                | Stefania Calegari / Pasquale Camerlengo |                                         |
| 1991 | Hiroszima | Majia Usowa / Aleksandr Żulin                | Pasza Griszczuk / Jewgienij Płatow      | Stefania Calegari / Pasquale Camerlengo |                                         |
| 1992 | Tokio     | Majia Usowa / Aleksandr Żulin                | Anżelika Kryłowa / Władimir Fiodorow    | Sophie Moniotte / Pascal Lavanchy       |                                         |
| 1993 | Chiba     | Oksana Griszczuk / Jewgienij Płatow          | Irina Romanowa / Igor Jaroszenko        | Aliki Stergiadu / Juris Razgulajevs     |                                         |
| 1994 | Morioka   | Sophie Moniotte / Pascal Lavanchy            | Tatjana Nawka / Samwieł Giezalian       | Marina Anisina / Gwendal Peizerat       |                                         |
| 1995 | Nagano    | Marina Anisina / Gwendal Peizerat            | Shae-Lynn Bourne / Victor Kraatz        | Anna Siemienowicz / Władimir Fiodorow   |                                         |
| 1996 | Osaka     | Sophie Moniotte / Pascal Lavanchy            | Marina Anisina / Gwendal Peizerat       | Irina Romanowa / Igor Jaroszenko        |                                         |
| 1997 | Nagano    | Pasza Griszczuk / Jewgienij Płatow           | Shae-Lynn Bourne / Victor Kraatz        | Barbara Fusar-Poli / Maurizio Margaglio |                                         |
| 1998 | Sapporo   | Marina Anisina / Gwendal Peizerat            | Irina Łobaczowa / Ilja Awierbuch        | Margarita Drobiazko / Povilas Vanagas   |                                         |
| 1999 | Nagoja    | Marina Anisina / Gwendal Peizerat            | Irina Łobaczowa / Ilja Awierbuch        | Margarita Drobiazko / Povilas Vanagas   | [ 1 ]                                   |
| 2000 | Asahikawa | Marina Anisina / Gwendal Peizerat            | Margarita Drobiazko / Povilas Vanagas   | Kati Winkler / René Lohse               | [ 2 ]                                   |
| 2001 | Kumamoto  | Marina Anisina / Gwendal Peizerat            | Margarita Drobiazko / Povilas Vanagas   | Ałbena Denkowa / Maksim Stawiski        | [ 3 ]                                   |
| 2002 | Kioto     | Irina Łobaczowa / Ilja Awierbuch             | Kati Winkler / René Lohse               | Galit Chait / Siergiej Sachnowski       | [ 4 ]                                   |
| 2003 | Asahikawa | Ałbena Denkowa / Maksim Stawiski             | Ołena Hruszyna / Rusłan Honczarow       | Galit Chait / Siergiej Sachnowski       | [ 5 ]                                   |
| 2004 | Nagoja    | Ałbena Denkowa / Maksim Stawiski             | Tatjana Nawka / Roman Kostomarow        | Isabelle Delobel / Olivier Schoenfelder | [ 6 ]                                   |
| 2005 | Osaka     | Marie-France Dubreuil / Patrice Lauzon       | Ałbena Denkowa / Maksim Stawiski        | Anastasia Grebenkina / Vazgen Azrojan   | [ 7 ]                                   |
| 2006 | Nagano    | Marie-France Dubreuil / Patrice Lauzon       | Jana Chochłowa / Siergiej Nowicki       | Melissa Gregory / Dienis Pietuchow      | [ 8 ]                                   |
| 2007 | Sendai    | Isabelle Delobel / Olivier Schoenfelder      | Tessa Virtue / Scott Moir               | Jana Chochłowa / Siergiej Nowicki       | [ 9 ]                                   |
| 2008 | Tokio     | Federica Faiella / Massimo Scali             | Nathalie Péchalat / Fabian Bourzat      | Emily Samuelson / Evan Bates            | [ 10 ]                                  |
| 2009 | Nagoja    | Meryl Davis / Charlie White                  | Sinead Kerr / John Kerr                 | Vanessa Crone / Paul Poirier            | [ 11 ]                                  |
| 2010 | Nagoja    | Meryl Davis / Charlie White                  | Kaitlyn Weaver / Andrew Poje            | Maia Shibutani / Alex Shibutani         | [ 12 ]                                  |
| 2011 | Sapporo   | Maia Shibutani / Alex Shibutani              | Kaitlyn Weaver / Andrew Poje            | Jelena Iljinych / Nikita Kacałapow      | [ 13 ]                                  |
| 2012 | Miyagi    | Meryl Davis / Charlie White                  | Jelena Iljinych / Nikita Kacałapow      | Maia Shibutani / Alex Shibutani         | [ 14 ]                                  |
| 2013 | Tokio     | Meryl Davis / Charlie White                  | Anna Cappellini / Luca Lanotte          | Maia Shibutani / Alex Shibutani         | [ 15 ]                                  |
| 2014 | Osaka     | Kaitlyn Weaver / Andrew Poje                 | Ksienija Mońko / Kiriłł Chalawin        | Kaitlin Hawayek / Jean-Luc Baker        | [ 16 ]                                  |
| 2015 | Nagano    | Maia Shibutani / Alex Shibutani              | Jekatierina Bobrowa / Dmitrij Sołowjow  | Madison Hubbell / Zachary Donohue       | [ 17 ]                                  |
| 2016 | Sapporo   | Tessa Virtue / Scott Moir                    | Gabriella Papadakis / Guillaume Cizeron | Anna Cappellini / Luca Lanotte          | [ 18 ]                                  |
| 2017 | Osaka     | Tessa Virtue / Scott Moir                    | Madison Hubbell / Zachary Donohue       | Anna Cappellini / Luca Lanotte          | [ 19 ]                                  |
| 2018 | Hiroszima | Kaitlin Hawayek / Jean-Luc Baker             | Tiffany Zahorski / Jonathan Guerreiro   | Rachel Parsons / Michael Parsons        | [ 37 ]                                  |
| 2019 | Sapporo   | Gabriella Papadakis / Guillaume Cizeron      | Aleksandra Stiepanowa / Iwan Bukin      | Charlène Guignard / Marco Fabbri        | [ 38 ]                                  |
| 2020 | Kadoma    | Misato Komatsubara / Timothy Koleto          | Rikako Fukase / Eichu Cho               | Kana Muramoto / Daisuke Takahashi       | [ 39 ]                                  |
| 2021 | Tokio     | Wiktorija Sinicyna / Nikita Kacałapow        | Madison Chock / Evan Bates              | Lilah Fear / Lewis Gibson               | [ 40 ]                                  |
| 2022 | Sapporo   | Laurence Fournier Beaudry / Nikolaj Sørensen | Madison Chock / Evan Bates              | Caroline Green / Michael Parsons        | [ 41 ]                                  |
| 2023 | Osaka     | Lilah Fear / Lewis Gibson                    | Charlène Guignard / Marco Fabbri        | Allison Reed / Saulius Ambrulevičius    | [ 42 ]                                  |